# 뤽상부르주

뤽상부르주의 위치

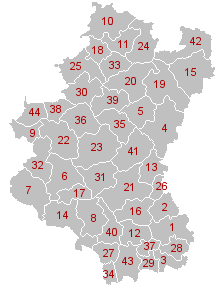
뤽상부르주의 지방 자치체

뤽상부르주(프랑스어: Province de Luxembourg, 네덜란드어: Luxemburg, 독일어: Luxemburg, 룩셈부르크어: Lëtzebuerg, 왈롱어: Lussimbork)는 벨기에 남부 왈롱 지방에 위치한 주로 주도는 아를롱이며 면적은 4,443km2, 인구는 271,352명(2011년 1월 1일 기준), 인구 밀도는 61명/km2이다.
벨기에에서 면적이 가장 넓은 주이지만 반대로 인구 밀도는 가장 작은 주이다. 동쪽에서 시계 방향으로 룩셈부르크 대공국과 프랑스, 벨기에 나뮈르주, 리에주주와 접하며 5개 행정구와 44개 지방 자치체를 관할한다.
1893년에 체결된 런던 조약에 따라 룩셈부르크 대공국에서 분리되어 벨기에에 병합되었다. 주민은 대부분 프랑스어를 구사하지만 플라망어 화자, 룩셈부르크어 화자 소수도 존재한다. 뤽상부르주에는 부용성으로 유명한 부용이 있다.

공식 주기
비공식 주기
주 문장